# Skogsbergia megalops
Skogsbergia megalops är en kräftdjursart som först beskrevs av Georg Ossian Sars 1871.  Skogsbergia megalops ingår i släktet Skogsbergia, och familjen Cypridinidae. Arten är reproducerande i Sverige.